# Lophothericles inhacae
Lophothericles inhacae är en insektsart som beskrevs av Marius Descamps 1977. Lophothericles inhacae ingår i släktet Lophothericles och familjen Thericleidae. Inga underarter finns listade i Catalogue of Life.